# کر سیمبارا
کر سیمبارا (به لاتین: Keur Simbara) یک منطقهٔ مسکونی در سنگال است که در منطقه تی‌یس واقع شده‌است.